# Swann-Gletscher
Der Swann-Gletscher ist ein großer Gletscher des Palmerlands im Süden der Antarktischen Halbinsel. Er fließt in östlicher Richtung zum Wright Inlet, das er nördlich des Mount Tricorn an der Lassiter-Küste erreicht.
Teilnehmer der auf der East Base auf der Stonington-Insel stationierten Gruppe der United States Antarctic Service Expedition (1939–1941) entdeckten und fotografierten ihn im Dezember 1940 aus der Luft. Im Jahr 1947 entstanden im Zuge der US-amerikanischen Ronne Antarctic Research Expedition (1947–1948) weitere Luftaufnahmen und in Zusammenarbeit mit dem Falklands Islands Dependencies Survey wurden Vermessungen vor Ort vorgenommen. Expeditionsleiter Finn Ronne benannte den Gletscher nach William Francis Gray Swann (1884–1962), damaliger Direktor der Barthol Research Foundation des Franklin Institute und Sponsor der Forschungsreise Ronnes.